# Coulanges-lès-Nevers

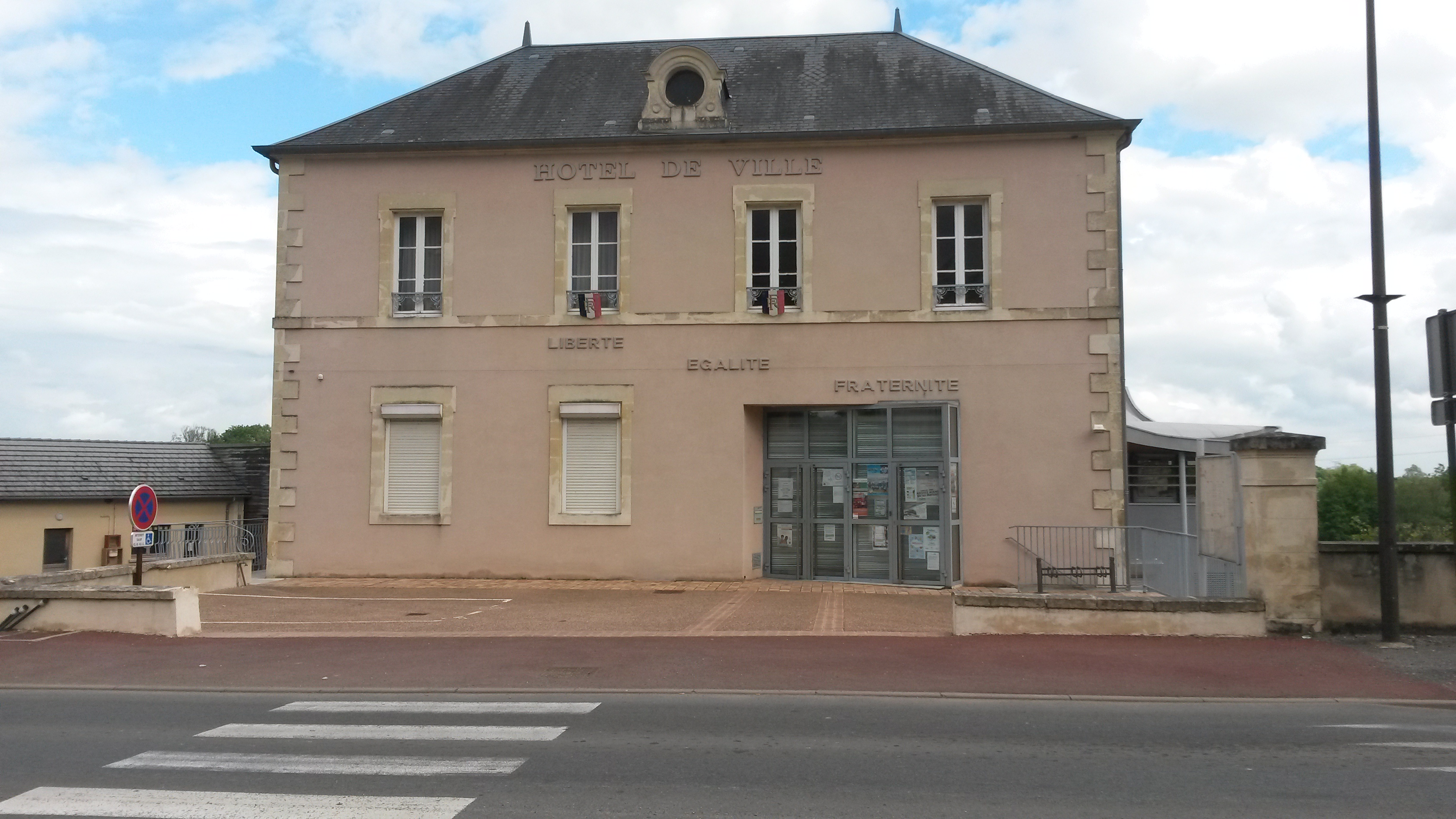
Rathaus von Coulanges-lès-Nevers

Coulanges-lès-Nevers ist eine französische Gemeinde mit 3678 Einwohnern (Stand 1. Januar 2022) im  Département Nièvre in der Region Bourgogne-Franche-Comté. Sie gehört zum Arrondissement Nevers und zum Kanton Nevers-1. Die Einwohner heißen Coulangeois.

## Geografie
Coulanges-lès-Nevers liegt unmittelbar am Stadtgebiet Nevers', etwa 2,5 Kilometer nordöstlich von dessen Stadtzentrum entfernt. Durch die Gemeinde führt die Autoroute A77 (Anschlussstelle 34 - Géringny, Nevers Saint Éloi, Coulanges-lès-Nevers). Im Osten der Gemeinde fließt der Nièvre.

## Einwohnerentwicklung
| Jahr                       | 1962 | 1968 | 1975 | 1982 | 1990 | 1999 | 2006 | 2014 |
| Einwohner                  | 1586 | 1926 | 3116 | 3788 | 3544 | 3502 | 3528 | 3591 |
| Quellen: Cassini und INSEE |      |      |      |      |      |      |      |      |

## Sehenswertes
- Die Kirche Saint-Theodore enthält ein Tympanon mit einem Drachen und dem heiligen Michael.
- Pont-Saint-Ours, eine mittelalterliche Brücke über den Nièvre, errichtet 1251